# Stenkobbsgrund
Stenkobbsgrund är en fyr i Stockholms mellersta skärgård, belägen strax ost om Ramsmora på Möja, i Kudoxaleden från Arholma till Kanholmsfjärden. Fyren är vitmålad med ett grönt band och avger två blixtar var sjätte sekund i sektorerna vitt, rött och grönt.